# Mikołaj Iwicki
Mikołaj Iwicki de Iwiczna (z Iwiczny) herbu Kuszaba vel Paprzyca, ur. ok. 1575 w Iwicznie, zm. w 1640 roku w Orchowie, Syn Łukasza Iwickiego z Iwiczny na Wawrzyszewie (1555–1615) i Anny.
Mikołaj Iwicki, dziedzic Iwiczny, Orchowa, Okuninki (dawniej: Okuninek) nad Jeziorem Białym i innych miejscowości pod Włodawą, żonaty z Zofią Krupską herbu Korczak, córką Hieronima Krupskiego, starosty horodelskiego i Zofii. Słynny wojownik czasów mu współczesnych, przebywał w niewoli tatarskiej. Po wykupieniu, wraz z małżonką fundator klasztoru augustianów w Orchówku w 1610 roku.